# 土場地熱發電廠

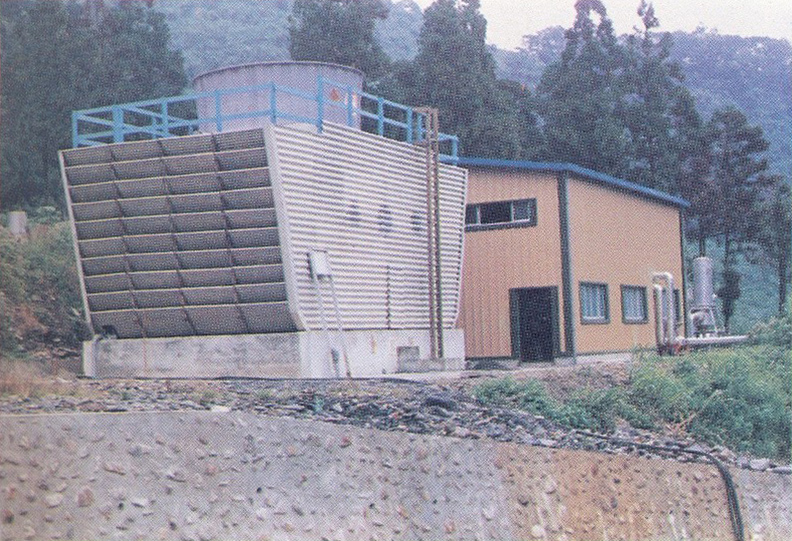
土場地熱發電廠冷卻水塔。

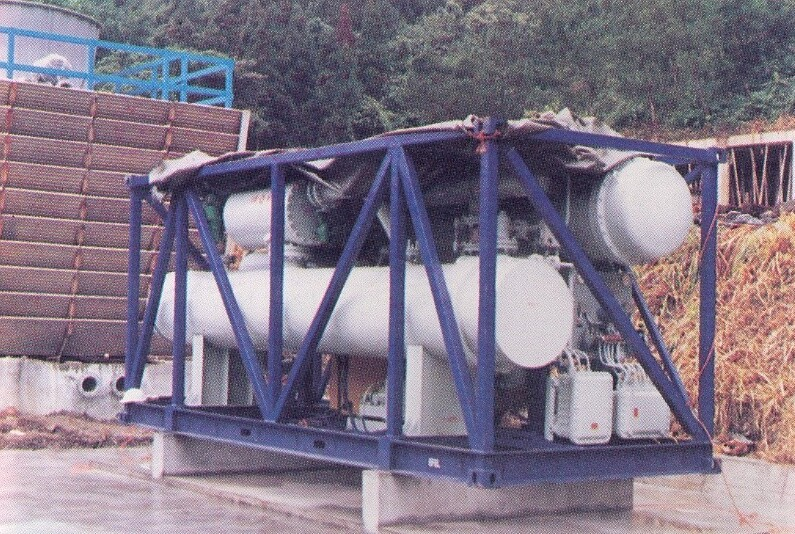
土場地熱發電廠朗肯雙循環發電機組。

土場地熱發電廠位於臺灣宜蘭縣大同鄉天狗溪上游左岸，為財團法人工業技術研究院受經濟部能源委員會（現經濟部能源局）委託興建的示範性地熱發電廠，於1986年至1994年間進行示範運轉。該發電廠完成階段性的資料蒐集與技術驗證任務後，已停止運作除役。

## 沿革

### 背景
1966年起經濟部礦業研究所針對臺灣北部地區進行大規模地熱潛能鑽探工作，其中重點工作區為著名的大屯火山群，歷經六年詳細調查，評估大屯火山地熱發電潛能高達500MW，然而其湧出之酸性溫泉水具強烈腐蝕性，依當時冶金技術尚無法克服長時間的耐腐蝕，因此輾轉將鑽探焦點轉移到宜蘭縣大同鄉的土場、仁澤地區。

### 施工與運轉
1973年第一次石油危機爆發，中央政府為加速臺灣自有能源的開發，指示經濟部進行全臺地熱潛能區的鑽探調查工作，財團法人工業技術研究院擇定宜蘭縣清水、土場、及仁澤地熱區作為重點開發區域，並於1973年至1977年間於共田古爾溪流域與多聞溪流域共鑽探11口地熱井，平均深度約161至556公尺。而另一方面在清水地熱區，台灣電力公司、台灣中油公司，以及工研院三單位於1981年4月合作新建裝置容量3MWe的地熱發電廠，9月完成後移撥台灣電力公司營運，並委託蘭陽發電廠成立清水地熱分廠管理。
而清水地熱發電廠所採用的是閃發式地熱發電系統，其抽取的高溫溫泉水發完電後即排放不再利用，也不再回注，效率極差，易造成地熱能衰減。因此經濟部能源委員會委託工研院，利用土場地熱區完成的IT-11號井，設置朗肯雙循環地熱發電示範系統，以驗證該系統對於地熱能的使用效率與衰減是否有影響，並進行二氧化碳副產品回收、地熱生產與防垢技術的應用與研究。
土場地熱發電廠於1985年開始興建，1986年完工運轉，採用美國ORMAT公司製造的朗肯雙循環地熱發電機組，總裝置容量260kW。1994年因應階段性的資料蒐集與技術驗證任務完成，土場地熱發電廠停止運轉關廠，歷經8年運轉，證實朗肯雙循環技術應用於地熱發電的實用性，以及對於地熱井所在的地熱潛能經適當調節控制下並無衰減現象。

## 設施

### 發電機組
| 發電機型號 | 地熱發電類型 | 機組數量 | 裝置容量（kW） | 商轉日期 | 狀態   |
| ---------- | ------------ | -------- | -------------- | -------- | ------ |
| 美国ORMAT  | 朗肯雙循環   | 1        | 260            | 1986年   | 已除役 |